# Abatoleon indiges
Abatoleon indiges is een insect uit de familie van de mierenleeuwen (Myrmeleontidae), die tot de orde netvleugeligen (Neuroptera) behoort. 
Abatoleon indiges is voor het eerst wetenschappelijk beschreven door Walker in 1860.